# Брокопондо (город)
Брокопондо (нидерл. Brokopondo) — административный центр округа Брокопондо в Суринаме. Расположен на левом берегу реки Суринам, ниже по течению от водохранилища Брокопондо, короткое название которого произошло от названия города. До города можно добраться по дороге из Паранама в Афобаку
Население города составляет примерно 2500 человек. Основная часть жителей города — мароны, бежавшие от рабства вглубь страны.
Недалеко от города находится насыпной песчаный берег, на котором расположен курорт.